# Feilitzsch
Feilitzsch är en kommun och ort i Landkreis Hof i Regierungsbezirk Oberfranken i förbundslandet Bayern i Tyskland.
Kommunen ingår i kommunalförbundet Feilitzsch tillsammans med kommunerna Gattendorf, Töpen och Trogen.